# Zhou Gong (sovrano)
Zhou Gong (周共王S, Zhōu Gòng WángP, lett. "Re Gong di Zhou"; ... – 900 a.C.) è stato il sesto sovrano della dinastia Zhou.

## Biografia
Si sa molto poco del regno di questo sovrano, così come per i suoi successori Zhou Yi (Ji Jian), Zhou Xiao e Zhou Yi (Ji Xie), tant'è che non ne fa menzione nemmeno lo Shiji. Le iscrizioni sui bronzi rituali dell'epoca testimoniano che durante i primi anni di regno si occupò di questioni fondiarie. Alla sua epoca risulta la prima controversia legale mai conosciuta, sintomatica di una carenza di terreni. Gli studiosi ritengono che vi fosse una certa prosperità durante questo periodo.
Durante la sua reggenza crebbe la tendenza delle colonie orientali a diventare stati indipendenti e ad alienarsi dal governo centrale.